# 会津戦争
| 板垣退助（1870年頃撮影） |  | 松平容保（京都守護職時代） |
| 板垣退助（1870年頃撮影） |  | 松平容保（京都守護職時代） |

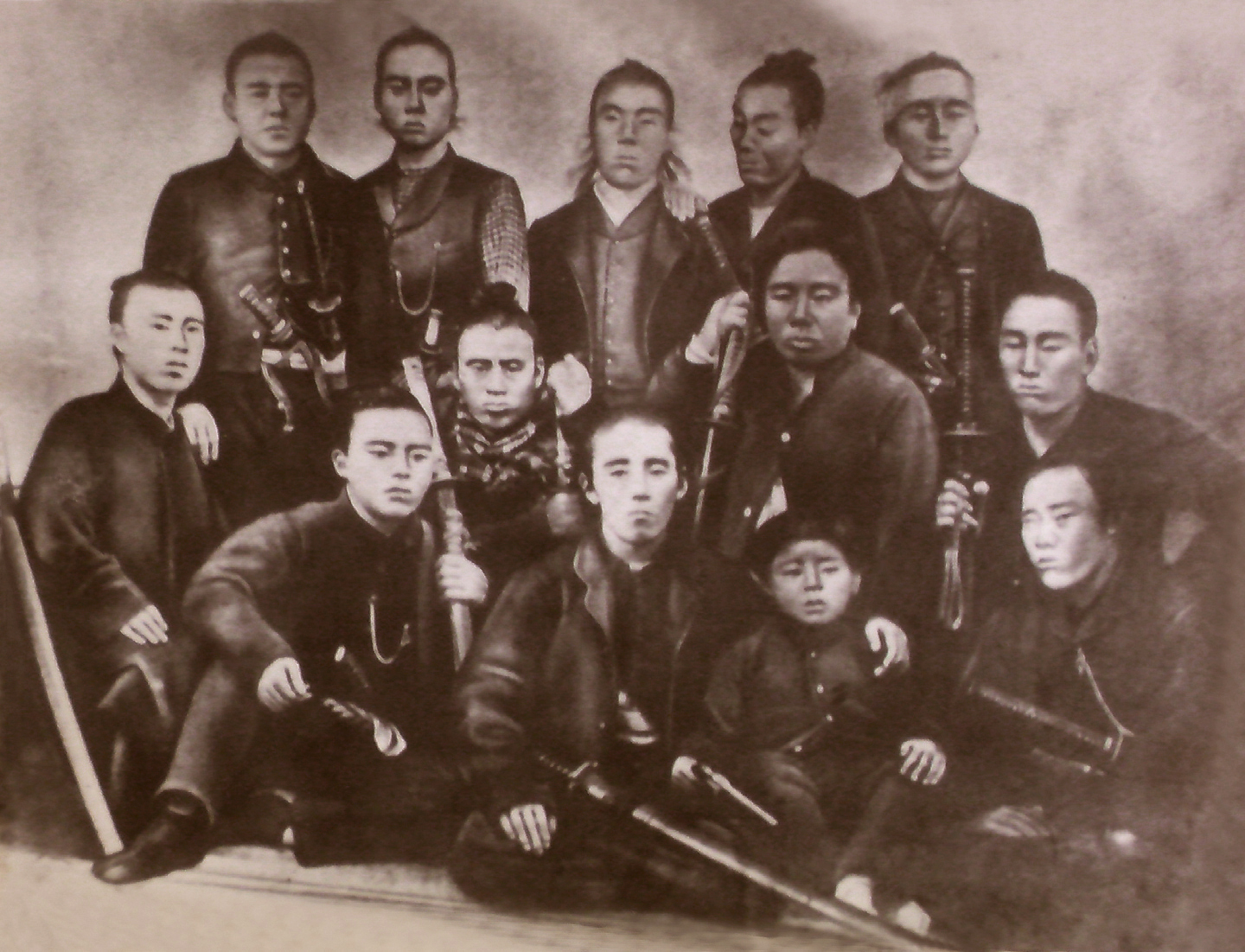
会津戦争の主力部隊となった13歳の少年兵（谷乙猪）らを含む迅衝隊。中央に明治新政府軍参謀（迅衝隊総督）の板垣退助

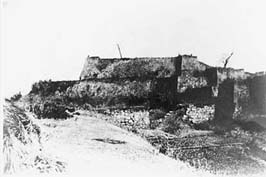
戊辰戦争の白河口の戦いで焼失した白河小峰城

会津戦争（あいづせんそう、慶応4年/明治元年（1868年））は、戊辰戦争の局面の一つ。会津藩の処遇をめぐって、薩摩藩・土佐藩を中心とする明治新政府軍と、会津藩およびこれを支援する奥羽越列藩同盟などの旧幕府軍との間で行われた戦いで、現在の福島県会津地方が主戦場となった。明治新政府軍より奥羽鎮定の命を受けた土佐藩・板垣退助、薩摩藩・伊地知正治らが、小荷駄隊（輜重隊）、医師団、13歳の少年兵らを含む3,000名の兵力を率いて合戦に勝利し、明治維新の魁となった。
同時期に進行していた長岡藩をめぐる戦いは、北越戦争として別記する。

## 概要
文久2年（1862年）、会津藩主・松平容保は京都守護職に就任し、新撰組を配下にするなど尊皇攘夷派志士の取り締まりを強力に推進した。禁門の変においても、幕府方の中核として尊皇攘夷派の排除を行った。
鳥羽・伏見の戦いで旧幕府軍が破れ、徳川慶喜と共に江戸に退去した松平容保は、明治新政府の追討令を受けた慶喜の恭順方針に従って、自らも恭順の姿勢を示すため会津へ帰国し謹慎した。しかし藩内では主戦論が支配的であり、密偵を通じて内情を察知していた新政府側は会津の恭順姿勢を信用してはいなかった。
会津戦争は、会津藩が京都守護職だったことで恨みを持たれたことが原因と言われることがあるが、これは全くの誤解である。当初は新政府は無益な戦闘を避けるため、会津藩の恭順の受け入れに動いている。しかし、奥羽で新政府軍参謀の世良修蔵が仙台藩士によって惨殺されたことが潮目となって、恭順の受け入れが難航する。さらに、『容保老臣哀請書』として鳥羽・伏見の戦いについて正当防衛を主張して開戦責任の罪を認めなかったことや、恭順といいながら軍を編成して戦の準備をするなど、矛盾した不審な行動が露呈したことなどが、会津戦争の原因となった。
関宿会談においても、会津藩は鳥羽・伏見の開戦責任は徳川慶喜公が一身に責任を負い、その謝罪嘆願状に「私一身の罪であって、その他の将の誤りではない」と記載し「朝廷もこれを受理しているのだから、我が藩に罪があったとしてもその罪は既に無効になっており、罪に問われて討伐を受ける理由はない」と、雄藩のプライドから尊大な態度で応えてしまった（『仙台戊辰史』）。また『会津嘆願書』は、総督府宛のものではなく仙台藩宛にその周旋を依頼したに過ぎず、文中には降伏・謝罪の文字も無いもので、信頼を回復するには程遠い内容であった。この後、旧幕側徹底抗戦派は、会津を目指して結集し、勤王派で恭順交渉の要であった神保修理に罪を被せて切腹させるなど、会津藩は自ら交渉の切り札を無くし、自滅する道を選んだ。そのため藩内は、恭順派の意見は抑圧され抗戦派が台頭することとなる。
慶応4年（1868年）3月11日、江戸城が無血開城され慶喜が水戸藩で謹慎すると、薩摩藩・長州藩を中心とした新政府の矛先は、佐幕派の重鎮として敵視されていた容保に向けられた。
追討を命じられていた仙台藩・米沢藩など東北諸藩は、当初は会津に同情的で、奥羽14藩では会議を開き、会津藩と庄内藩の赦免嘆願を目的として、新政府の奥羽鎮撫総督・九条道孝に嘆願書（閏4月12日）を提出した。これが後に「奥羽越列藩同盟」と称されるものであるが、この名称は当時のものでもなく、何らかの共同戦闘を約束する類の軍事同盟を意味するものでもなかったことや、三春藩のように意に添わぬ形でやむなく参加させられた場合もあったため、のちに離脱する藩が大勢を占めた。
会津赦免の嘆願に対して、東征大総督府下参謀・林通顕は「会津は実々死謝を以ての外に之れなく」とし、この時点で家老ら首脳側が責任を負って切腹していたならば、開戦は避けれたとする見方が多いが、会津藩は「恭順する」といいながらも、これら総督府の要望に応じず、その態度に疑義が生じていたため、朝廷へ直接建白を行う（太政官建白書）も認められることはなかった。
このように、俗に「奥羽越藩同盟の結成」といわれる赦免嘆願を目的とした会議（白石会議）の時点では、明治新政府軍側は赦免嘆願を受け入れ、戦争は回避できた可能性が高い。しかし、この直後、明治新政府軍の鎮撫使である世良修蔵が、主戦派の仙台藩士によって人道に悖る姿で惨殺され、これに加えて、主戦派は世良修蔵の書簡を改竄して不安を煽り、奥羽諸藩に徹底抗戦を呼びかけた。紆余曲折の末、最終的に会津藩は明治新政府の通達（4月25日）に対して罪を認めず謝罪を拒否する回答書（閏4月15日）を示したことによって、関係修復は困難となり、恭順の道は閉ざされ戦争不可避の状態となった。

### 白河口の戦い
白河藩は当時国替えにより藩主不在となり、幕府直轄領であった。旧幕府軍は西郷頼母を総督として、慶応4年閏4月20日 （1868年6月10日）に白河城を占領した。これに対し新政府軍は、薩摩藩参謀・伊地知正治の指揮のもと、閏4月25日（6月15日）に白河への攻撃を開始し、5月1日（6月20日）に白河城を落城させた。旧幕府軍は7月までの約3か月間、白河奪回を試みて戦闘を繰り返したが、奪回はならなかった。

### 二本松の戦い
慶応4年6月24日（1868年8月12日）に棚倉城が落城した。7月16日（9月2日）、兵の大半が白河口に出向いている隙を突き、新政府軍は二本松城を攻撃した。城は落城し、二本松藩主・丹羽長国は米沢へ逃れた。二本松藩は少年兵部隊を動員しており、彼らは後世に二本松少年隊と呼ばれた。特に木村銃太郎率いる20名は攻城戦の最中にそのほとんどが戦死し、会津戦争の悲劇のひとつとして語り継がれた。　

### 若松城下への侵攻
二本松領を占領した新政府軍では、次の攻撃目標に関して意見が分かれた。大村益次郎は仙台・米沢の攻撃を主張し、板垣退助と伊地知正治は、会津への攻撃を主張した。板垣・伊地知の意見が通り会津を攻撃することとなった。（8月15日、板垣退助は米沢藩に降伏勧告する使者として、土佐藩士澤本盛弥を派遣した）
二本松から若松への進撃ルートは何通りか考えられたが、新政府軍は脇街道で手薄な母成峠を衝いた。8月21日（10月6日）、新政府軍は母成峠の戦いで旧幕府軍を破り、40キロメートル余りを急進して8月23日（10月8日）朝に若松城下に突入した。新政府軍の電撃的な侵攻の前に、各方面に守備隊を送っていた会津藩は虚を衝かれ、予備兵力であった白虎隊までも投入するがあえなく敗れた。このとき、西郷頼母邸では篭城戦の足手まといとなるのを苦にした母や妻子など一族21人が自刃し、城下町で発生した火災を見て若松城に戻り敵に捕まれば武士の恥と白虎隊士中二番隊の隊士の一部が飯盛山で自刃した 。

### 降伏
会津軍は若松城に篭城して抵抗し、佐川官兵衛、山口二郎（斎藤一）らも城外での遊撃戦を続け、新政府軍も若松城に砲撃を加えた。
しかし、9月に入ると頼みとしていた米沢藩をはじめとする同盟諸藩の降伏が相次いだ。孤立した会津藩は明治元年9月22日（11月6日）、新政府軍に降伏した。同盟諸藩で最後まで抵抗した庄内藩が降伏したのはその2日後である。
会津攻略戦では、在府の大村益次郎は周囲の敵対勢力を徐々に陥落させていく長期戦を指示したが、戦地の板垣退助・伊地知正治らはこれに反対し、一気呵成に敵本陣を攻める短期決戦を提案した。この時、会津・庄内両藩は蝦夷地をプロイセンに売却して資金を得ようしていた。板垣らが会津を攻め落した為に、ビスマルクからの返書が阻止されて蝦夷地売却の話は反故となったが、長期戦となっていれば日本の国境線は大いに変わっていたと言われる。そのため、特に会津攻略戦での采配は「皇軍千載の範に為すべき」と賞せられた。

### 処遇

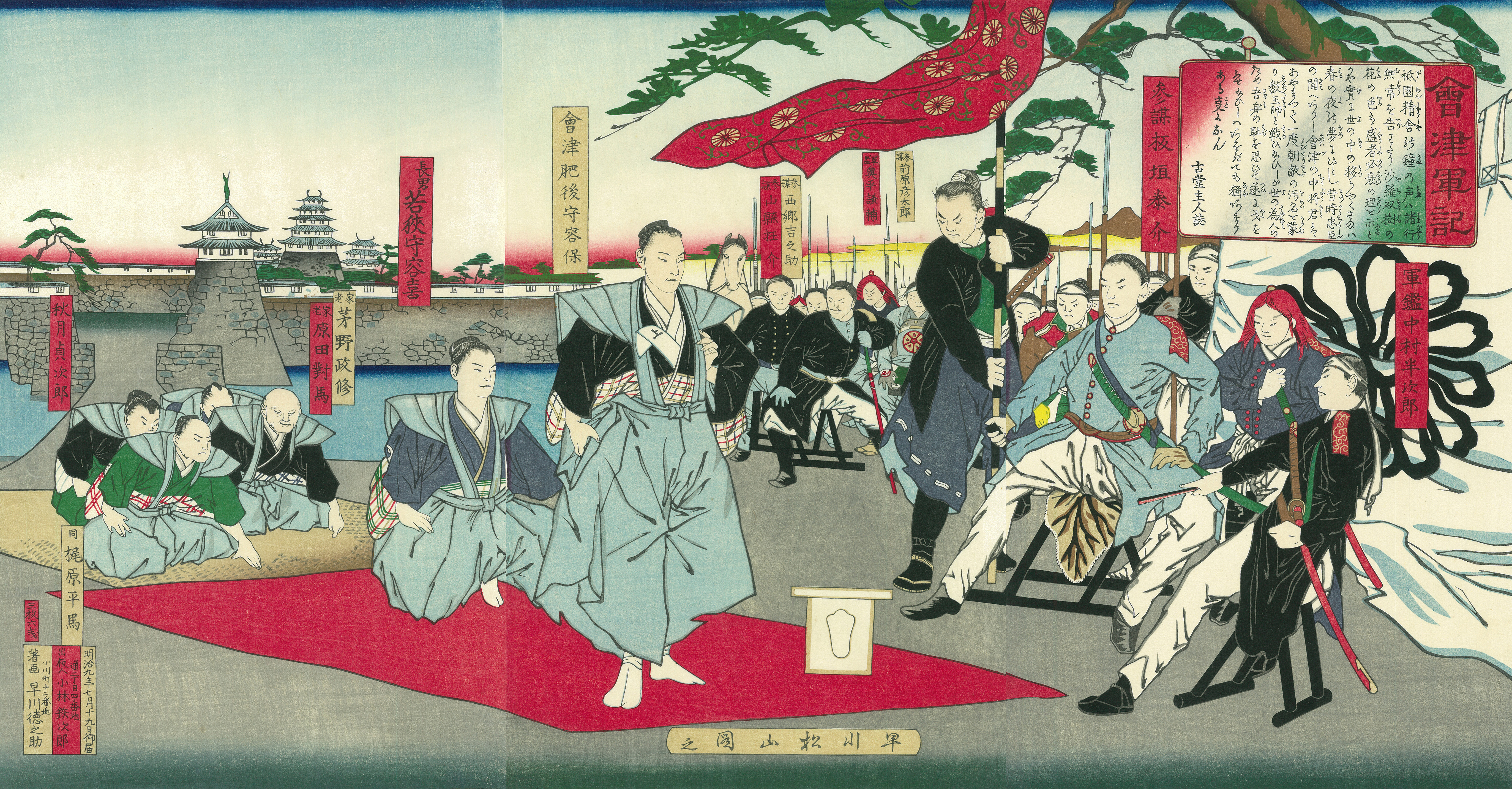
板垣退助と松平容保（会津藩降伏式）

会津が降参するにあたり、会津藩士らは主君・松平容保が「素衣面縛」即ち罪人のように縄で縛られた状態で引きずり出され辱められるのではないかと危ぶんだが、板垣は藩主としての体面を保たせ「輿」に乗った状態で城から出て降伏する事を許した。この事に会津藩士らは感激した。
さらに「降伏した以上は、我ら等しく王民（日本の臣民）である」として、会津藩の罪を減ずるよう「寛典論（穏便なる処遇を求める嘆願）」を上奏した。その趣意は「これからは海外諸国と対峙せねばならず、過酷な処分によって後世に遺恨を残し、日本民族統合の障壁になってはならない」とするものであった。また「有能な人材は、積極的に政府へ登用すべき」との意見を述べた。これに対して木戸孝允らは「厳罰論（厳しく処分すべきとする意見）」を唱え、処遇問題に総督府内で意見対立があった。
本来ならば、勅許の無き日本領土の割譲 は万死に値する罪であったが、結局は会津攻略戦の主将である板垣が言うのならばと意見が容れられ、家老が詰腹を切る事を条件に藩主・松平容保の切腹や藩の改易処分を逃れ、減封処分が下った。さらに会津藩が斗南藩へ減石転封となった時は、板垣は藩士らが貧する様を見て特別公債の発給を書面で上奏している。板垣は会津攻略戦の官軍側・主将でありながら、維新後すぐから賊軍となった会津藩の心情を慮って名誉恢復に努めるなど、徹底して公正な価値観の持ち主であったため、多くの会津人が維新後、感謝の気持ちから土佐を訪れている。また自由民権運動も、東北地方では福島県を中心として広がりを見せることになった。

### 脱走兵
旧幕府軍の残存兵力は会津を離れ、仙台で榎本武揚と合流し、蝦夷地（北海道）へ向かった（箱館戦争）。
会津藩が降伏したことで、今まで藩の重税に苦しんでいた農民たちにより、会津世直し一揆が起きた。

### 戦場での残虐行為等について
石井孝の『戊辰戦争論』(1984年)には「政府軍は、征服者の常として、ずいぶん略奪・暴行を演じたようである」との記述がある。一方、石井が同書の中で引用している、英国医師ウィリアム・ウィリスの報告書の中には、「両軍の戦闘が熾烈を極めたにもかかわらず、ミカドの軍隊は、捕虜をかなり寛大に取扱ったようだ。これに対して、会津藩の軍隊は、ミカドの軍隊の兵士たちばかりか、捕えた人夫たちまでも殺したといわれる。この話の確証として、4日間も雪の中に倒れていて、両足の機能を失った一人の人夫に会ったことを私はここに記しておきたい。その人夫は、もし会津藩の兵士に捕まっていたならば、酷い死に目に遭わされていただろう、と私に語った」「そのほか、私は、会津若松で、世にも悲惨な光景を見た。たくさんの死体が堀から引き上げられた。彼らは、両手を背中にうしろ手に縛られ、腹を深く切り裂かれていた。私は会津藩の軍隊の兵士たちの、残酷行為の物語をいろいろと耳にした。長岡では、彼らは、ミカドの軍隊の病院にいる負傷者や医師たちを皆殺しにした、と聞いた。会津藩の軍隊の兵士たちは、退却して行く途中で女たちを強姦した。家々に盗みに入り、反抗する者は、みな、殺害した」「ミカドの軍隊も、会津藩の軍隊に負けず劣らず、残酷・残虐であった。会津の国で、ミカドの軍隊は、各地で略奪し、百姓の道具類までも盗んだという話を聞いた。これらの話は事実だろうか？どちらにしても、両軍の戦闘が会津若松に近づくにつれて、残酷・残虐の度合いが増していったことだけは疑いない事実である。」 との記述がある。

## 戦後処理

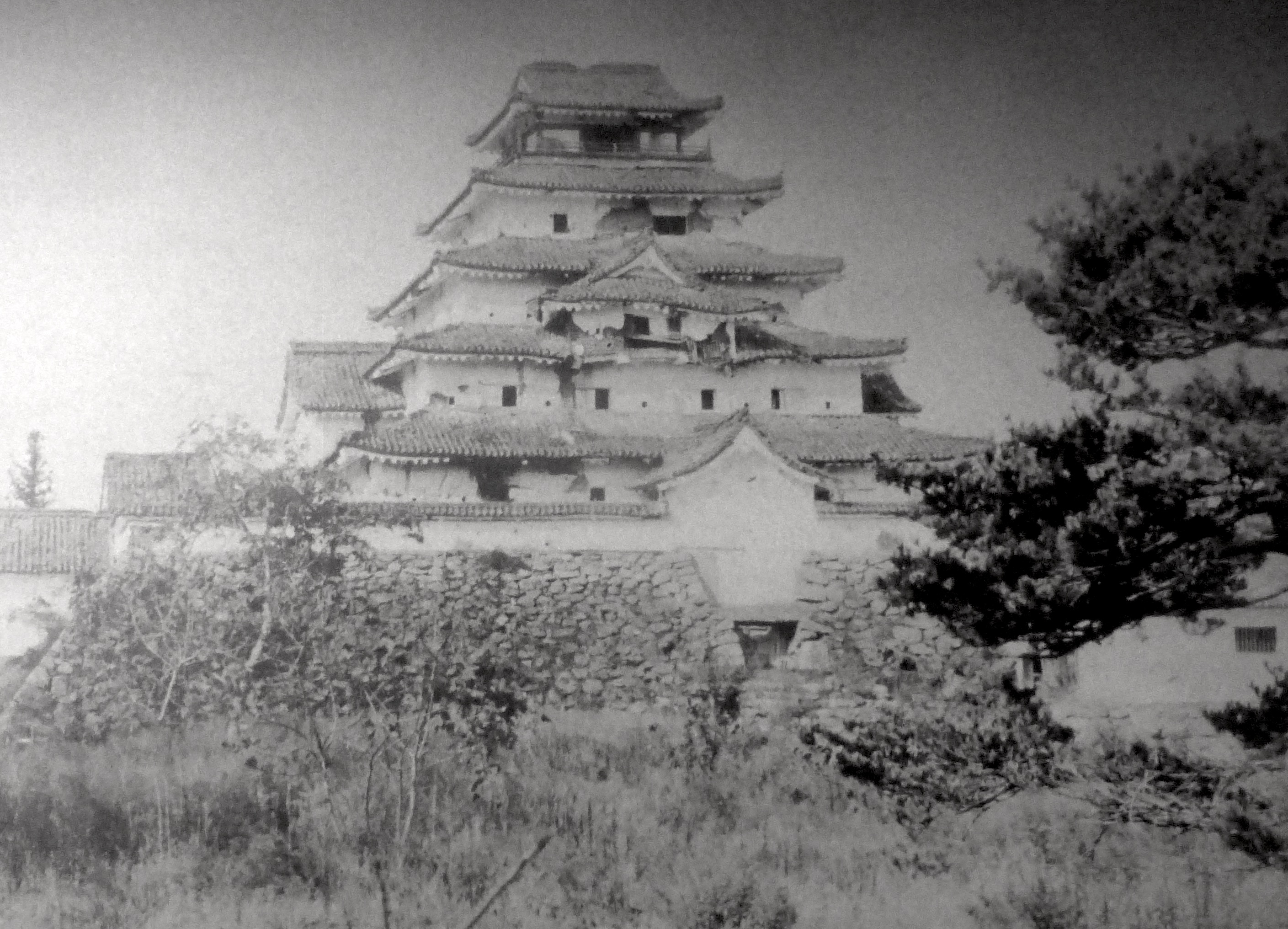
損傷した会津若松城（降伏後に撮影）

薩摩藩の軍監・桐野利秋や長州藩の参謀・前原一誠の計らいで、容保は死一等を減じられて謹慎となり、養子の喜徳とともに江戸（東京）に護送されることになった。
本来であれば、家老上席にあった西郷頼母・田中玄清・神保内蔵助が切腹するところであった。しかし西郷は行方知れず、神保と田中は城下での戦闘において自刃していたため、次席の萱野長修が戦争責任を一身に負って切腹した。
江戸に送られることになった容保を、家臣たちは断腸の思いで見送りに来たが、これまで重税に苦しめられてきた領民たちは何の関心も示さず、見送りにも殆ど現れなかった。
会津藩の領土は明治政府の直轄地として占領され、若松城下には政府機関である「明治政府民政局」が設置された。その後、各地で打ち壊しを行う農民たちに対して、明治政府は積極的な鎮圧をおこなわず会津藩の旧村役人に交渉させ、一揆勢力の要求の多くを実現させた。

### 遺体の埋葬
新政府軍が遺体の埋葬を禁じたため、戊辰戦争で戦死した会津藩士の遺体が半年間に渡って野ざらしにされた、という「埋葬禁止説」が1960年代以降流布してきた。
しかし2016年12月、戦死した藩士らが埋葬されていたとする史料『戦死屍取仕末（せんしかばねとりしまつ）金銭入用帳』の写しが会津若松市で発見された。この史料には、埋葬場所や埋葬経費などが詳細に記されている。写しによると、新政府は会津藩降伏の10日後の旧暦10月2日に埋葬を命令した。翌日10月3日から同17日にかけて会津藩士4人が指揮し、鶴ケ城郭内外などにあった567体の遺体を発見場所周辺の寺や墓など市内64カ所に集めて埋葬した。埋葬経費は74両（現在の約450万円）、のべ384人が動員され、1人当たり1日2朱（同7500円）が支給された。発見当時の服装や遺体の状態、山本権八など名前が記載されているものもある。このうち、蚕養神社の西の畑にあった22体は近隣の60代女性が新政府軍の武士に頼み、近くに葬ってもらったとの記載がある。
「埋葬禁止説」について、会津若松市史研究会の野口信一は、会津戦争から半年後の1869年2月に阿弥陀寺に遺体を改葬したことが『半年間も放置した』と誤認された要因とみる。
その内容は戦後に埋葬されなかった遺体（城内の井戸に数十の遺体が投げ捨てられていた）や簡易で埋葬した遺体（ほぼ野ざらし状態）も多く、その遺体をきちんと埋葬したいという会津市民の懇願を新政府軍の軍務局が何度も無視したために半年後の改葬になった。それが新政府軍から埋葬禁止令が出た為という誤解を生む要因になった。
戦後処理としてはかなり杜撰な対応をした為に結果として会津民の恨みを増大させてしまった。

### 斗南藩
明治新政府は、板垣退助の意見を容れて会津藩に対し、早くから穏便な措置を取ることに決していたが、プロイセンと会津藩との間で締結された『蝦夷地売却契約』が国際法上有効となるのを避けるため、会津藩の後継藩と看做されないよう配慮し、藩領を一旦召し上げて、対外的には会津藩が滅亡したように装い、石高も場所も異なる形で改めて封土を下賜されることとなった。
これにより、明治3年（1870年）「猪苗代町（福島県耶麻郡）」と「斗南（現在の青森県むつ市）」のどちらかを明治政府より提示され、最終的に斗南を選択した。旧会津藩士4,700名余が移住して三戸藩を立て、明治3年6月に名称を斗南藩と改めた。そのため、これらの転封処分は懲罰的な要素よりも、国際法上の条約を反故にするためのやむを得ない措置であったという見方が強い。実際に板垣は藩士らが貧することの無い様、斗南藩士らに特別公債を発給するよう上奏している。
「斗南」は、会津出身の軍人・柴五郎による漢詩からとったという説が広く受け入れられている。しかし該当する古典漢詩が存在せず、会津藩士・秋月悌次郎が慶応元年（1865年）に蝦夷へ左遷された際に詠んだ「唐太以南皆帝州」との類似が指摘されている。一方、当時斗南藩の大属として藩政の中枢にいた竹村俊秀の『北下日記』には「「斗南」トハ外南部ノ謂ナリ」と記されており、当初「外南部」の略称に過ぎなかったものを大義名分に立って「北斗以南」の意義付けが行われたとの解釈もある。

### 評価
会津藩一の成績優秀者で、年齢による白虎隊士除隊後に国費留学を経て、東京帝国大学総長などを歴任した山川健次郎は、会津藩は兵法や武器が時代遅れで、松平容保は幕府への忠誠心は厚かったが情報に疎く、藩主として藩内の多数派だった主戦論を抑えられなかったと評している。会津藩は京都御所警備という朝廷付近での任務に就いていたにも関わらず、情報を軽視し身分が硬直しており、武士や地主以外の領民を軽視し戦争の準備も軍制改革も遅かったとしている。戊辰戦争末期まで和平を主張する者を排斥したことについても、国際感覚があった神保修理の助言通り恭順するか、最低でも鳥羽・伏見の戦いの後に藩主として藩内の強硬派を処罰もしくは説得して、時代の変化を理解して上手く立ち回るべきだったと述べている。山川は、自身が戦後に物理学を選考した理由に、会津藩が朱子学など儒教重視で理系軽視だったことを挙げている。しかし山川は兄と共に旧会津地域の支援をおこない、兄の死後も明治34年（1901年）に困窮した会津松平家のために、明治天皇から下賜された金銭を渡したりしている。

## 蝦夷地売却とプロイセンの思惑
2013年、五百籏頭薫東大教授らの研究チームが、会津・庄内両藩がプロイセンから資金を借りる担保として「蝦夷地の土地を99年間貸与すると申し出た」と記した駐日公使発本国向けの外交書簡を、ベルリンのドイツ連邦文書館で発見した。
「明治元年7月に会津藩・庄内藩がプロイセンに対し蝦夷地の土地売却の打診をしている。これまでは、ビスマルクが却下した為その話はたち消えになったと思われていた。 だが、ビスマルクが却下の３週間後に方針転換し交渉を認可していたことを示す文書がドイツ連邦軍事文書館で発見された。プロイセンではゴーサインが出ていたことが明らかになったのである」としている。
それによると、「スネル兄弟（当時東北にいたプロイセン人の仲介役）が、借り入れに対して蝦夷地の領地を99年間、担保として与えるとする会津・庄内領主の（スネルに対する）全権委任状を持ってきた。100平方ドイツマイルの土地を得るのに30万メキシコドルで十分だ」などと書かれていた。
幕末期、会津藩の領地は現在のオホーツクと根室管内の一部、庄内藩は留萌と上川管内の一部などであり、書簡には「会津・庄内藩の蝦夷地の土地に軍港はないが、ひとたび足がかりをつかめば他の地の購入が容易になるだろう」とも綴られており、海軍拠点確保に向けた意図が読み取れる。
蝦夷地売却の会津藩側の資料は無いが、内密な交渉だったことを考えれば証拠を処分した可能性はある。会津藩は京都守護職のため財政が悪化しており、長岡・庄内藩のように新式大砲・鉄砲の調達資金がなく、各地で敗戦した。ブラントが横浜から本国の宰相に新発の書簡を発信した日付は1868年11月12日で、すでに会津藩の委任状から6日、庄内藩主が委任状を申し出てから5日経過しており、現実には交渉そのものが意味をなさなくなっていた。
1865年、1867年、駐日公使マックス・フォン・ブラントと配下の農業技術者ライノルト・ガルトネルよる蝦夷地調査
- ブラントの本国への報告書

「蝦夷地は気候が北ヨーロッパと酷似しており、土地は広大で水は豊か、農業牧畜に適している。蝦夷地は、5000人の海兵隊により、簡単に手に入れることができる」
- ガルトネルの調査書

「北海道がジャガイモや麦などの栽培に最適である。気候は北ヨーロッパと似ており、土地は広大、水は豊か、牧畜には最適である」
ドイツ人にとって、ジャガイモ、ムギ、そして放牧に格好の土地である蝦夷地は、喉から手が出るほどに有益な土地であった。
- 1868年奥羽越列藩同盟

南部藩、津軽藩、松前藩、秋田藩、仙台藩
「ガルトネルが蝦夷地の土地を担保に、各藩と武器取引をした」
- 1869年

ガルトネル開墾条約事件
箱館近郊の土地七重町、広さ300万坪1000haの土地を99年間借りる
蝦夷共和国と条約締結
- 1889年、明治新政府はガルトネルに租借契約解除を申請

明治政府は賠償金62500両をガルトネルに支払う

## 戦後
前述の通り、重税や藩士優遇といった会津藩の前時代的な苛烈な統治に不満を持つ会津民が多く、会津藩士や親族らの敵である新政府軍に協力した者も多数出た。移住処分や処罰も、会津藩士やその親族のみに行われた。また会津戦争後に、明治政府が会津藩時代の統治を残そうとした際、逆に藩民から反発運動が起きたなど会津藩の統治への不満が根強く、当初の明治政府による統治では不和は起きなかった。
しかし、その後近代日本が国民国家的発想から東北地方に住む人々を総体として「朝敵」「賊地」「白河以北一山百文」として差別するようになり、さらに松方デフレ、野蒜築港などで経済政策に失敗し会津や東北地方において、庶民レベルにも薩長新政府に対する怨恨の感情が普及した。
西南戦争では、会津戦争で戦った旧会津藩士らやその親族が、薩摩の巨魁である西郷隆盛への恨みを晴らす目的で征討軍に志願したと言われている。その中には元会津藩家老の山川浩や佐川官兵衛、会津藩士・柴佐多蔵の息子である柴四郎・五郎兄弟、（厳密には会津藩士ではないが）元新選組三番隊組長の斎藤一等もいたとされる。西南戦争と紀尾井坂の変という、立て続けに発生した西郷と大久保利通の非業の死に対して、柴五郎等は「当然の帰結であり断じて喜べり」と語っている。 
第二次世界大戦後は対立構造は固定化した（観光史学参照）。昭和61年（1986年）には長州藩の首府であった山口県萩市が、会津藩の首府であった会津若松市に対して、「もう120年も経ったので」と、会津戦争の和解と友好都市締結を申し入れたが、会津若松市が『まだ120年しか経っていない』として拒絶した。一方、会津藩と共に奥羽越列藩同盟の盟主であった庄内藩の首府だった山形県鶴岡市は、昭和44年（1969年）に、薩摩藩の首府・鹿児島県鹿児島市と兄弟都市盟約を締結している。
平成19年（2007年）、山口県第4区選出の衆議院議員・安倍晋三は、内閣総理大臣として会津若松市を訪問した際に「先輩がご迷惑をかけたことをお詫びしなければならない」と語った。
平成23年（2011年）3月11日に発生した東日本大震災において、会津若松市は萩市から義援金や福島第一原子力発電所事故避難者用の救援物資の提供を受け、会津若松市長・菅家一郎が萩市をお礼の意味で訪問したが、菅家は「和解とか仲直りという話ではない」と述べた。また、福島第一原子力発電所に於ける放射性物質の除染作業に、自衛隊で山口県駐屯の部隊が携わった際には、部隊長が福島県知事・佐藤雄平に直々に作業報告に出向いた。
平成24年（2012年）11月26日、萩市長・野村興児は会津支援の一環として会津若松市を訪問し、白虎隊士の墓前に献花を行った。同年末誕生した第二次安倍政権下では、自民党が圧勝した選挙でも東北では勝てないという状況が目立った。
平成25年（2013年）に放送された、NHK大河ドラマ『八重の桜』では、幕末の会津藩が舞台となっており、会津戦争のシーンでは、実際にはほとんど参戦しなかったはずの長州藩が鬼の如く会津に攻め入ったかのように描かれていた為、山口県民からは不評を買っていた。
平成28年（2016年）の報道によると、親から「長州の男との結婚だけは絶対に許さん」と言われ続けて育った子供が会津地方にはおり、国道49号についても「明治時代に制定された会津を通る国道が忌み数「49」にされたのは長州の嫌がらせだ」と、真顔で述べる住人がいる。しかし、会津に国道が制定されたのは明治時代ではなく昭和であり、国道49号が誕生したのも昭和38年（1963年）である。
平成30年（2018年）2月17日に放送された『新婚さんいらっしゃい!』では、福島県会津地方出身の男性が鹿児島県出身の女性と交際し恋愛結婚しようとしたものの、「夫が会津出身であること」を理由に女性の父から結婚を認められず破局、30年以上経って父が他界した後に再会し、ようやく結婚することができたという夫婦が出演した。
このように結婚が反対されたという事例が見受けられるが、松平容保の五男・英夫が長州藩士で山田顕義の長女梅子と、山川浩・健次郎兄弟の妹・山川捨松が西郷隆盛の従弟で薩摩藩士・大山巌とそれぞれ結婚している事実は、余り知られていない。
令和4年（2022年）8月22日に開催された第104回全国高等学校野球選手権大会の決勝戦は、会津若松市出身の加藤利吉が創立した仙台育英学園高等学校（宮城県）と下関国際高等学校（山口県）が対戦することになり、SNS上では会津戦争（戊辰戦争）になぞらえる声が上がった。なお、試合は仙台育英が勝利し、東北の高校としては高校野球史上初の日本一となった。

## 会津戦争を描いた作品

### 書籍
- 綱淵謙錠『戊辰落日』(文藝春秋)、1978年。のち文春文庫。
- 早乙女貢『会津士魂』（歴史小説）
- 星亮一『会津白虎隊』（歴史小説）
- 宮崎十三八『物語会津戦争悲話』（歴史小説）
- 間島勲・小桧山六郎編『幕末・会津藩士銘々伝』
- 杉山義法、小島剛夕『白虎隊』日本テレビ放送網株式会社、1986年
- 奈倉哲三ほか『戊辰戦争の新視点』（プロイセンの思惑）吉川弘文館　2018年
- 池月映『会津人群像№47』「お金がなかった戊辰戦争（会津藩とプロイセン）」歴史春秋社　2024年２月

### 映像作品
- 花の白虎隊（1954年 大映）
- 燃ゆる白虎隊（1965年テレビドラマ/TBS）
- 三姉妹（1967年NHK大河ドラマ）
- 獅子の時代（1980年NHK大河ドラマ）
- 白虎隊（1986年テレビドラマ/日本テレビ年末時代劇スペシャル）
- 白虎隊（2007年テレビドラマ/テレビ朝日）
- 白虎隊〜敗れざる者たち（2013年テレビドラマ/テレビ東京）
- 八重の桜（2013年NHK大河ドラマ）
- NHKスペシャル『狙われた戊辰戦争』（プロイセンの思惑）2022年10月